# Granulicella aggregans
Granulicella aggregans es una bacteria gramnegativa del género Granulicella. Fue descrita en el año 2010. Su etimología hace referencia a agregado. Es aerobia e inmóvil. Tiene un tamaño de 0,8-1,5 μm de ancho por 1,5-10 μm de largo. Forma colonias de color entre rosa claro a rojo. Produce grandes cantidades de polisacárido extracelular. Catalasa positiva y oxidasa negativa. Temperatura de crecimiento entre 2-33 °C, óptima de 18-22 °C. Es sensible a los antibióticos :novobiocina. Resistente a cloranfenicol, gentamicina, estreptomicina, neomicina, lincomicina, ampicilina y kanamicina. Tiene un contenido de G+C de 59,3%. Se ha aislado del musgo Sphagnum en Bakchar, región de Tomsk, Rusia.